# Tinea dividua
Tinea dividua is een vlinder uit de familie van de echte motten (Tineidae). De wetenschappelijke naam van de soort werd in 1928 gepubliceerd door Alfred Philpott.